# Вольный город Данциг

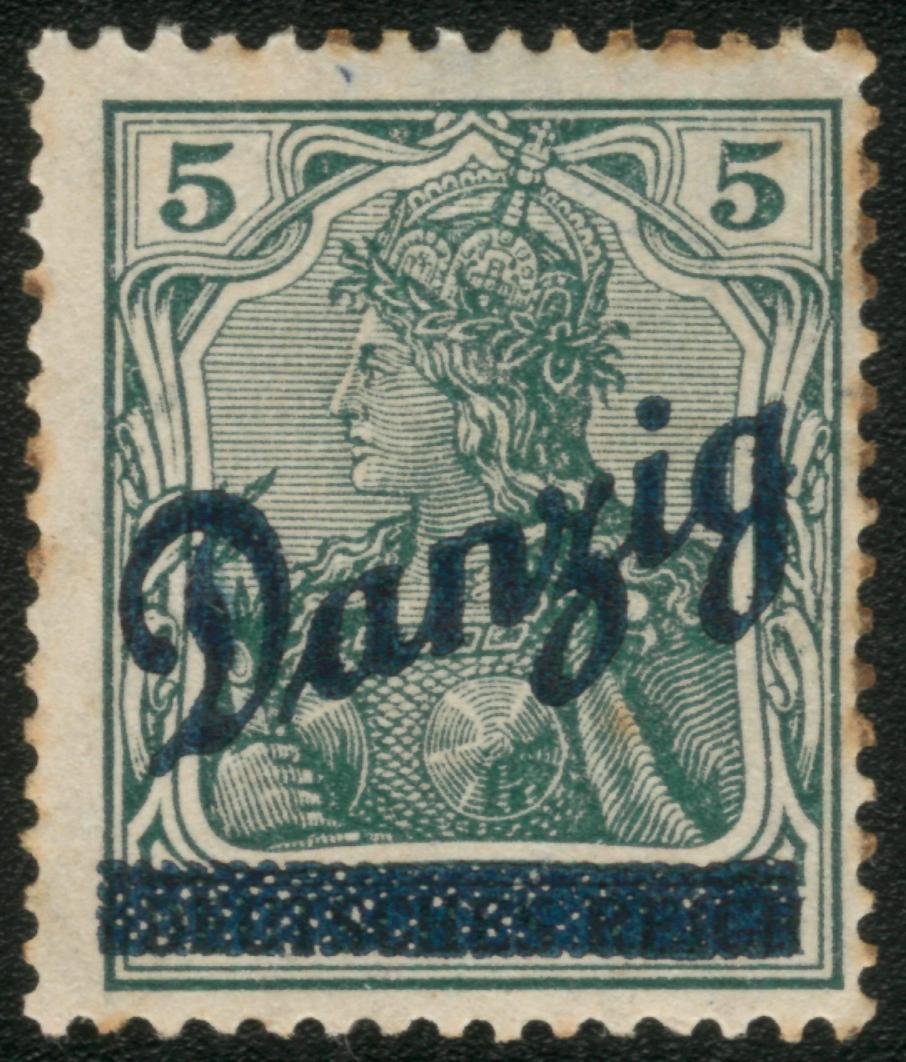
Почтовая марка вольного города Данциг

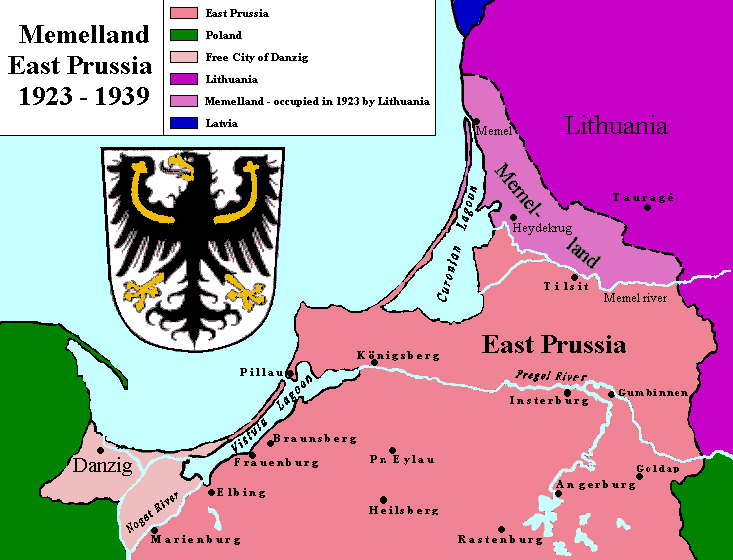
Межвоенный Данциг (1923—1939)

Вольный город Данциг (нем. Freie Stadt Danzig; пол. Wolne Miasto Gdańsk) — государственное образование, созданное 10 января 1920 года согласно 11-му разделу 3-й части Версальского договора 1919 года.
На его территории находились собственно город Данциг и свыше 200 более мелких населённых пунктов бывшей Германской империи. В соответствии с решением Лиги Наций город не являлся частью ни Германии, ни Польши. Однако город не был независимым: он находился под протекторатом Лиги Наций и входил в таможенный союз с Польской республикой. Польша имела также особые права в городе. Большинство населения Данцига было немецким. После начала немецкого вторжения в Польшу данцигское правительство провозгласило город частью Германии. 30 марта 1945 года в ходе Восточно-Померанской операции Данциг был взят РККА. В соответствии с решением союзников на Потсдамской конференции территория Вольного города Данциг была передана Польше. Город получил польское название Гданьск.

## История
Данциг имел давние традиции государственной самостоятельности. В XII—XVI веках он входил в состав Ганзейского союза городов. В XV веке город играл важную роль в Прусской конфедерации, которая противодействовала экспансии Тевтонского ордена. Город заключил союз с польским королём Казимиром IV из династии Ягеллонов и получил статус «Королевского Польского Города Данциг».
С объединением в 1569 году Польши и Литвы в Речь Посполитую городу пришлось бороться за сохранение своего особого статуса. В 1577 году Данциг был взят в осаду польским королём Стефаном Баторием; власти города не признали выборов короля. По итогам осады обе стороны пришли к компромиссу: город признал власть Стефана Батория и выплатил контрибуцию в 200 000 злотых; со своей стороны, король подтвердил все привилегии Данцига, включая действие «Данцигские права». Данциг никогда не пытался участвовать в деятельности польского Генерального Сейма, предпочитая отправлять своих посланников напрямую к польскому королю.
В 1793 году в результате второго раздела Речи Посполитой вошёл в состав Пруссии, а затем, после объединения Германии, в состав Германии, в составе которой оставался до конца Первой мировой войны.
Права Польши в пределах Вольного города Данциг были ограничены Версальским договором от 9 ноября 1919 года и Варшавским договором от 24 октября 1921 года. Эти права стали предметом бесконечных споров между местными властями и польским государством. Представители Вольного города отстаивали свою автономию, в то время как Польша требовала расширения своих привилегий.
Во время советско-польской войны 1920 года местные портовые рабочие объявили забастовку, отказавшись разгружать боеприпасы, которые предназначались для польской армии. В итоге снаряжение было разгружено британскими войсками, а Польша основала военный склад на Вестерплатте и приступила к строительству морского порта в Гдыне, чей оборот в мае 1932 года превысил оборот Данцигского порта.
В 1929 году Гданьск подписал Протокол Литвинова.
Вольный город заявил протест против основания польского военного склада в Вестерплатте, размещения в городе отделений польской почты и присутствия в Данцигской гавани польских военных кораблей. Город попытался вступить в Международную организацию труда (МОТ), но после протестов польских представителей МОТ Постоянная палата международного правосудия Лиги Наций отказала ему в этом праве.
До июня 1933 года комиссар Лиги Наций рассмотрел 66 споров между Данцигом и Польшей, после чего летом 1933 года стороны договорились обращаться со своими претензиями в международный суд.
26 января 1934 года была подписана Декларация о неприменении силы между Германией и Польшей; Гитлер потребовал от данцигских нацистов прекратить антипольские акции. В ответ Польша не стала поддерживать антинацистскую оппозицию. Тем временем нацификация Данцига шла полным ходом.
После Мюнхенского соглашения 1938 года политика Германии резко изменилась. В октябре 1938 года министр иностранных дел Риббентроп потребовал от Польши согласия на включение Данцига в состав Германии. В апреле 1939 года польский представитель заявил комиссару Лиги Наций, что любые попытки Германии изменить статус Данцига вызовут вооружённое сопротивление Польши.
В июне 1939 года в Данциг был тайно переброшен батальон СС, который на базе местных добровольцев был развёрнут в хаймвер (ополчение) «Данциг».

Нарастающие экономические трудности привели к увеличению популярности нацистов в Данциге. В 1930 году данцигским гауляйтером был назначен Альберт Форстер. На выборах 28 мая 1933 года нацисты набрали 50 % голосов. В июне они заняли большинство мест в сенате, президентом сената стал Герман Раушнинг. В ноябре 1934 года его сменил Артур Грейзер. Однако присутствие Лиги Наций в какой-то мере сдерживало нацистов. В 1935 году оппозиция подала заявление в Высший суд Данцига, протестуя против махинаций на выборах, и также заявила протест Лиге Наций. 

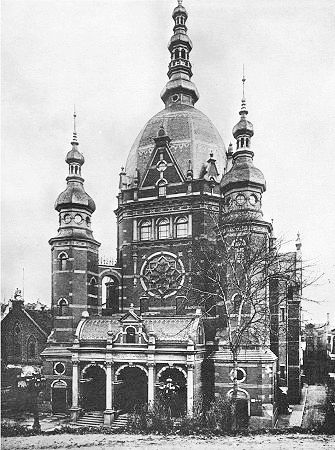
Большая синагога Данцига

С приходом нацистов к власти были предприняты программы по борьбе с безработицей, но помощь Германии Данцигу была урезана. Данцигский гульден был девальвирован на 40 %, золотые запасы Данцига сократились с 30 млн гульденов в 1933 году до 13 млн в 1935 году, резервы в иностранных валютах — с 10 млн до 250 тыс. гульденов.
Так же, как и в Германии, в Данциге нацисты ввели в действие расовые Нюрнбергские законы (ноябрь 1938). Антисемитские погромы в Германии 9 — 10 ноября 1938 года (Хрустальная ночь) повторились и в Данциге 12 — 13 ноября. Данцигская хоральная синагога в 1939 году была снесена местными властями, еврейская община в начале 1939 года приступила к организованной эмиграции; многие евреи к тому времени уже уехали.

## Территория
Помимо самого Данцига, территория города-государства включала Цоппот (Сопот), Олива, Тигенхоф (Новы-Двур-Гданьский), Нойтайх (Новы-Став). Кроме того, Данцигу подчинялись 252 деревни и 62 хутора. Вся территория имела площадь 1966 км². Длина границы составляла 290,5 км, из которых береговая линия составляла 66,35 км.

## Население
Население Вольного города выросло с 357 000 в 1919 году до 408 000 в 1929 году.
По данным переписи 1923 года: немецкий язык был родным для 95,03 % населения Данцига, польский — для 3,28 % населения, русский и украинский для 0,72 %, иврит, идиш для 0,16 %, другие языки для 0,37 %. Доля поляков возрастала на протяжении всего периода существования Вольного города, составив 40 % к 1939 году.
Версальский договор отделил Данциг и соседние населённые пункты от Германии. Жители получили отдельное, данцигское гражданство, потеряв при этом гражданство Германии. При этом первые два года существования Вольного города жителям было предоставлено право получить немецкое гражданство; для этого требовалось покинуть Данциг и переселиться в Германию.
На 1924 год 54,7 % населения были протестантами, 34,5 % — католиками. Еврейская община выросла с 2717 человек в 1910 году до 7282 в 1923 и 10 448 в 1929 годах, в основном за счёт иммигрантов из Польши и РСФСР.

## Международные отношения
Внешние отношения осуществлялись через Великобританию.

## Государственный строй

Флаг Данцигского Сената

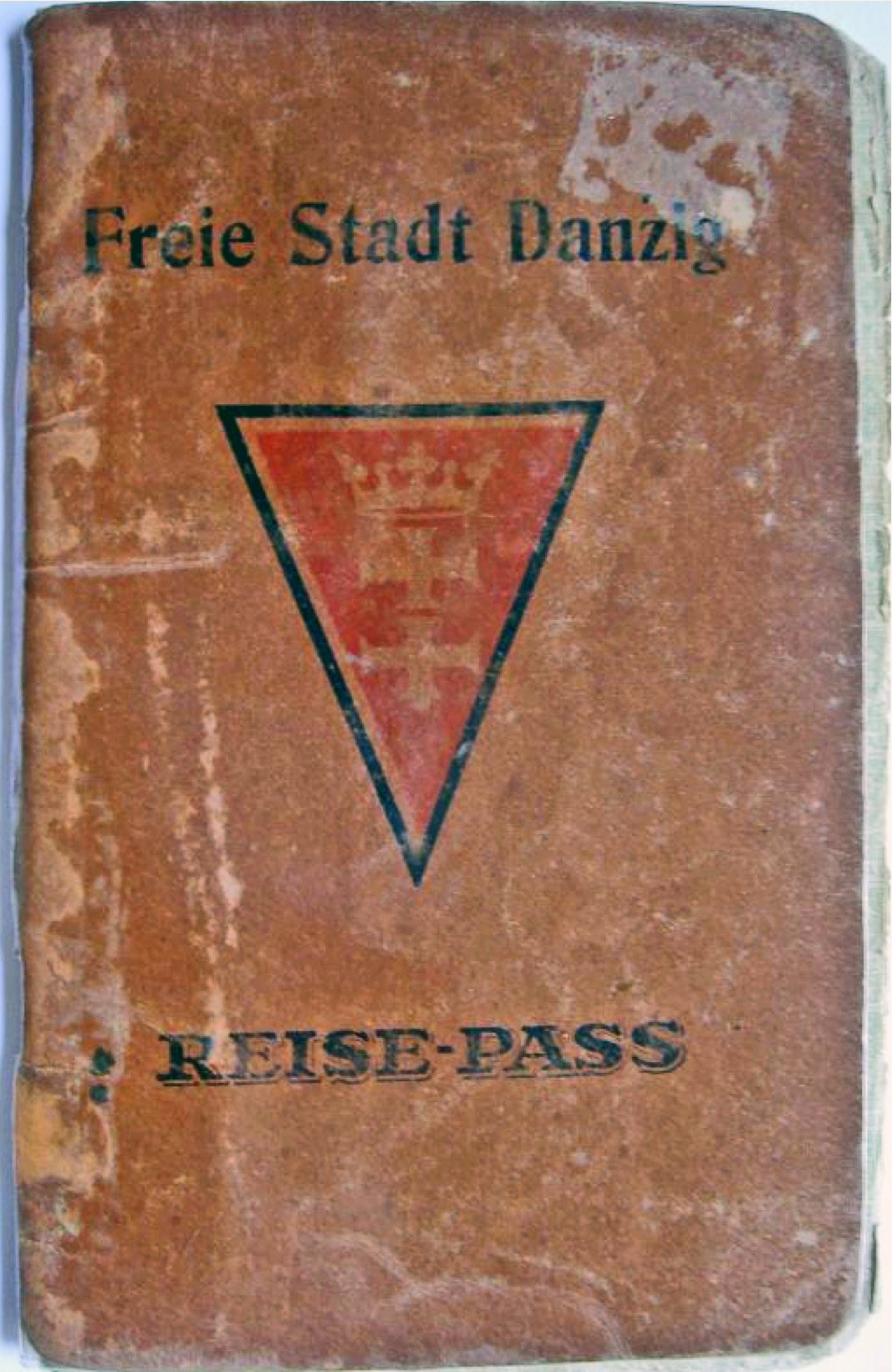
Паспорт Вольного города Данциг

Вольный город Данциг являлся парламентской республикой. Лига Наций была представлена Верховным комиссаром (Hochkommissar). Законодательный орган — народное собрание (volkstag), перед которым нёс ответственность исполнительный орган — сенат (senat), состоявший из президента и сенаторов, избиралось народом по пропорциональной системе по многомандатным округам, наиболее влиятельными партиями представленными в нём были:
- Социал-демократическая партия Вольного Города Данцига (Sozialdemokratische Partei der Freien Stadt Danzig) — самая влиятельная партия, наибольшим влиянием пользовалась среди немцев, германизированных поляков и германизированных евреев городских районов
- Немецкая национальная народная партия Вольного Города Данцига (Deutschnationale Volkspartei der Freien Stadt Danzig, ннП) — правее Партии центра вторая по влиянию, наибольшим влиянием пользовалась среди немцев-протестантов и германизированных поляков-протестантов сельских районов
- Партия центра Вольного Города Данцига (Zentrumspartei der Freien Stadt Danzig) — третья по влиянию, правее СДП, левее ннП, наибольшим влиянием пользовалась среди немцев-католиков и германизированных поляков-католиков сельских районов
- Независимая социал-демократическая партия — левее СДП, в 1923 году вытеснена Коммунистической партией, после чего последняя стала четвёртой по влиянию, наибольшим влиянием пользовалась в городских районах
- Немецко-данцигская народная партия (Deutsch-Danziger Volkspartei)
- Польская партия — наибольшим влиянием пользовалась среди поляков
- Немецко-социальная партия (Deutschsoziale Partei) — правее ннП, в 1930 году вытеснена Национал-социалистической немецкой рабочей партией, в 1933 году стала самой влиятельной

В собрание Данцига в отдельный период также входили Экономическая партия, Национальное сообщество, Партия Работающих бюргеров, Националлиберальная партия, Партия сотрудников порта и почты, Немецкая национал-либеральная партия, Немецкая народная партия, Союз кредиторов, Список экономики, Список рыбаков, Список домовладельцев, Список Доктора Мощинского, партия прогресса, ассоциация занятых, ассоциация рыбаков, курильщиков, мелких бизнесменов, Свободная экономическая ассоциация, Демократическая партия.

### Права Польши по Версальскому договору
Вольный город Данциг мог вести свои международные дела только через Польшу, с которой он также состоял в таможенном союзе. Железная дорога, соединявшая город с польской территорией, управлялась Польшей, включая пути, проходящие по территории самого города-государства. В соответствии с польско-данцигским соглашением от 9 ноября 1920 года, в городе появился польский дипломатический представитель. В соответствии со ст. 6 этого соглашения, польское правительство обязалось не заключать международные договоры, затрагивающие Данциг, без предварительных консультаций с властями Вольного города. Когда в 1920 году данцигские рабочие-докеры отказались разгружать боеприпасы, предназначавшиеся для Польши во время советско-польской войны, Польша разместила военный склад и гарнизон на полуострове Вестерплатте, находившемся прямо в Гданьской бухте. Кроме того, в Данциге имелась отдельная польская почта. На территории Вольного города Данцига не действовало законодательство Польши и Германии. Собственных вооружённых сил Данциг не имел, демилитаризованный статус Данцига запрещал размещение иностранных вооружённых сил. Лишь в 1939 году пронацистский сенат Данцига принял решение о создании Данцигского хеймвера (Die Danzige Heimwehr).

## Военная полиция
С созданием Вольного города после Первой мировой войны 19 августа 1919 года была создана Военная полиция. 9 апреля 1920 года был сформирован военный оркестр (Musikkorps). Полицейский оркестр, возглавляемый композитором Эрнстом Штеберицем, стал широко известен в городе и за рубежом. В 1921 году правительство Данцига реформировало весь состав. Гельмут Фробосс был начальником полиции с 1 апреля 1921 года. Он служил там вплоть до аннексии города Германией.
Изначально полиция действовала из 12 участков и 7 пунктов регистрации. В 1926 году количество участков было сокращено до 7.
После того, как нацисты составили большинство в сенате, полиция все чаще использовалась для подавления свободы слова и политического инакомыслия. В 1933 году Фробосс приказал левым газетам Danziger Volksstimme и Danziger Landeszeitung приостановить публикации на 2 месяца и 8 дней соответственно. Уже в 1937 г. Данциг, несмотря на свой формально независимый статус, был повсеместно украшен нацистской символикой, в нём действовали отряды штурмовиков.
К 1939 году польско-германские отношения ухудшились, и война казалась неизбежной. Полиция начала планировать захват польских объектов в городе, в случае конфликта. В конечном итоге полиция Данцига участвовала в сентябрьской кампании, сражаясь вместе с войсками СС и немецкой армией на польском почтовом отделении города и на Вестерплатте.
Даже несмотря на то, Вольный город был официально присоединён к нацистской Германии в октябре 1939 года, полицейские силы более или менее продолжали действовать в качестве независимого правоохранительного органа. Концлагерь Штуттхоф, 35 км к востоку от города, был введён указом начальника полиции как лагерь для интернированных с сентября 1939 по ноябрь 1941 года. Администрация полиции была окончательно распущена, когда город был занят Красной армией в 1945 году.

## Правовая система
Высшая судебная инстанция — Данцигский высший суд (Danziger Obergericht). Государственным языком являлся немецкий, при этом использование польского языка гарантировалось законом.

## Экономика
С 1923 года Данциг имел собственную валюту — данцигский гульден (банкноты номиналом 10, 25, 50, 100, 500 и 1000 гульденов, серебряные монеты номиналом в 1, 2 и 5 гульденов, разменная монета — Данцигский пфенниг, медные монеты номиналом в 1, 2, 5, 10 пфеннигов, серебряная монета в 50 пфеннигов), эмиссию которого осуществлял Банк Данцига; до этого денежной единицей Данцига являлась рейхсмарка.

### Торговля
Торговля была одним из главных секторов данцигской экономики. На 1 декабря 1923 года насчитывалось 5515 торговых и транспортных компаний с 30 698 работниками. Данцигский морской торговый флот насчитывал 78 судов. Регулярные пассажирские и грузовые перевозки существовали на всех побережьях Северной Европы, а также в США и Канаде. Перевозка импорта для Данцига велась из: Скандинавии, Шотландии, уголь из Англии, тропические фрукты из Испании и Северной Африки, удобрения и сырьё из Чили и хлопок, муку, сало и мясные консервы из США.
Напротив, большое количество древесины экспортировалось, главным образом, в Великобританию, Бельгию и Францию, что делало Данциг самым важным лесным портом на Балтике.

### Промышленность
Традиционно здесь следует подчеркнуть судостроение. В дополнение к машинам всех видов, были также распространены железнодорожные транспортные средства. Из-за большого количества древесины из собственного лесного хозяйства также процветала лесная промышленность. Была развита переработка янтаря в ювелирные изделия, экспортируемые по всему миру. Данцигские ликёры и шнапс всегда были популярны во всем мире. И табачная промышленность, и производство рыбных консервов и мяса развивались всё больше и больше.

### Сельское хозяйство
Данциг не производил достаточно еды для собственных нужд. Поэтому значительные объёмы пришлось импортировать. Не было никаких полезных ископаемых или других природных ресурсов, это зависело от полного использования порта через торговлю, промышленность и ремесло, а также сельского хозяйства. Отличные результаты были достигнуты как в разведении крупного рогатого скота, так и в выращивании зерновых. Из общей доступной площади 57 % были сельхозугодия, 25 % леса, 8 % луга, а остальные были вне страны. Более 37 000 человек работали в сельском и лесном хозяйстве.

## Религия
Большинство верующих были лютеранами, крупнейшая лютеранская религиозная организация —
- Синодальный союз Вольного города Данцига Старопрусской унии (Landessynodalverband der Freien Stadt Danzig der Altpreußischen Union) — объединяла преимущественно немцев-лютеран и немцев-кальвинистов, а также германизированных поляков-лютеран и германизированных поляков-кальвинистов
- Епархией Данцига — объединяла немцев-католиков и поляков-католиков (как германизированных так и негерманизированных).

## СМИ
15 сентября 1926 года в Вольном городе Данциг начала работу радиостанция. В 1939 году она была национализирована, присоединена к RRG и переименована в Reichssender Danzig. В июне 1945 года радиостанция была присоединена к Польскому радио как PR Gdańsk.

## Спорт
Футбольные клубы Данцига (SC Preußen Danzig, BuEV Danzig) входили в Немецкий футбольный союз и его региональную организацию Балтийский футбольный союз.

## Вторая мировая война и её последствия

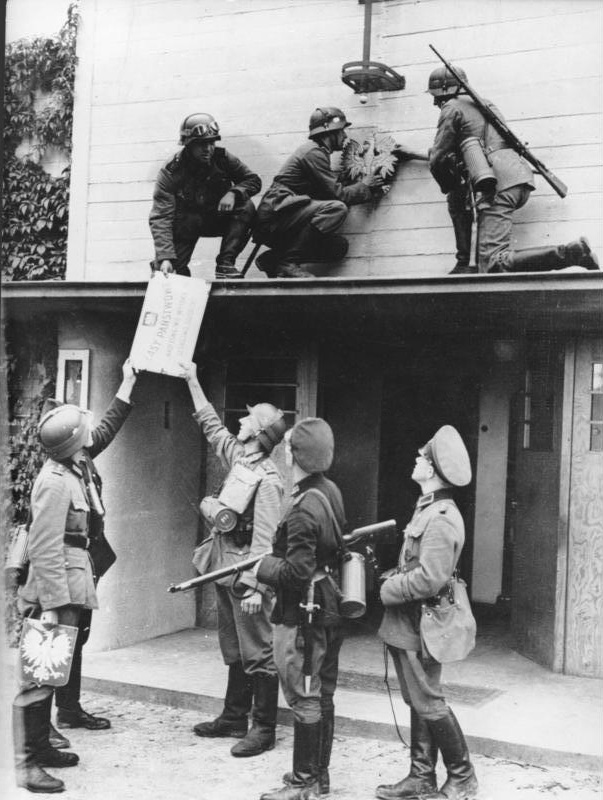
Немецкие войска снимают польскую символику в Сопоте
1 сентября 1939 года

Вторая мировая война началась 1 сентября 1939 года с битвы за Вестерплатте. Гауляйтер Форстер потребовал от верховного комиссара Лиги Наций покинуть город в течение двух часов. Вольный город был включён Германией в состав новообразованного округа Данциг-Западная Пруссия уже 2 сентября. Гражданские служащие польской почты прошли военную подготовку, имели запас оружия и обороняли почту в течение 15 часов. После реаннексии начались массовые аресты нелояльных лиц.
К концу Второй мировой войны около 90 % Данцига превратилось в руины. 30 марта 1945 года город был занят Красной армией. К тому времени до 80 % довоенного населения Данцига погибли или бежали из города. Несколько тысяч эвакуированных беженцев погибли в результате атаки советской подводной лодки капитана А. И. Маринеско на немецкий военный транспорт «Вильгельм Густлофф».
На послевоенной Потсдамской конференции было установлено, что бывший Вольный город Данциг станет частью Польши (на Ялтинской конференции единого мнения на этот счёт не было выработано). В 1947 году было создано правительство Вольного города Данцига в изгнании.
По состоянию на 1950 год около 285 тыс. бывших граждан Вольного города жили в Германии, 113 424 были «проверены» и получили польское гражданство.

## В литературе
Действие романа Нобелевского лауреата по литературе Гюнтера Грасса «Жестяной барабан» частично происходит в Вольном городе Данциге начала Второй мировой войны.